# 玛丽·居里
瑪麗亞·薩洛梅婭·斯克沃多夫斯卡-居里（波蘭語：Maria Salomea Skłodowska-Curie；1867年11月7日—1934年7月4日），通称居禮夫人，波兰裔法国物理学家、化学家，放射性研究先驱，是首位女性诺贝尔奖得主、首位诺贝尔奖雙得主（物理学奖及化学奖），亦是巴黎大学第一位女教授。1995年，她与丈夫皮埃尔·居里一起移葬先贤祠，成为第一位凭自身成就入葬先贤祠的女性。
瑪麗生于俄罗斯帝国統治下的华沙。她曾在華沙的「移动大学」（地下女子書院）读书，并從此开始接受實際的科学培训。她在华沙生活至24岁，1891年追随姊姊布洛尼斯拉娃至巴黎读书。她在巴黎取得学位，并在毕业后留於巴黎从事科学研究。1903年她和丈夫皮埃尔·居里及亨利·貝克勒共同获得了诺贝尔物理学奖，1911年又因放射化学方面的成就获得诺贝尔化学奖。
居禮夫人的成就包括开创放射性理论，「放射性」一词即由其新造、发明分离放射性同位素的技术，以及发现两种新元素釙和镭。在其指导下，放射性同位素開始被用于治疗肿瘤。她在巴黎和华沙各创办了一座居里研究所，两研究所至今仍是重要的医学研究中心。
遷至法國後，法國政府隔年即規定：「任何公民都不能冠皆與其出生證明紀載不符的姓或名」。雖然她沒有「換夫姓」，但她仍使用雙姓，夫姓之外仍保留她的原姓斯克沃多夫斯卡。雖然已身為法國公民，人在異國，但也未曾忘卻自己的祖国波蘭。她會教女兒波蘭文，曾多次帶她們去波蘭，並以其命名她发现的第一种元素——釙。
一战時期，居里夫人利用她本人发明的行動式X光機於戰地醫院協助外科醫生。1934年病逝於法國上薩瓦省療養院，享年66岁。

## 生平

### 早年

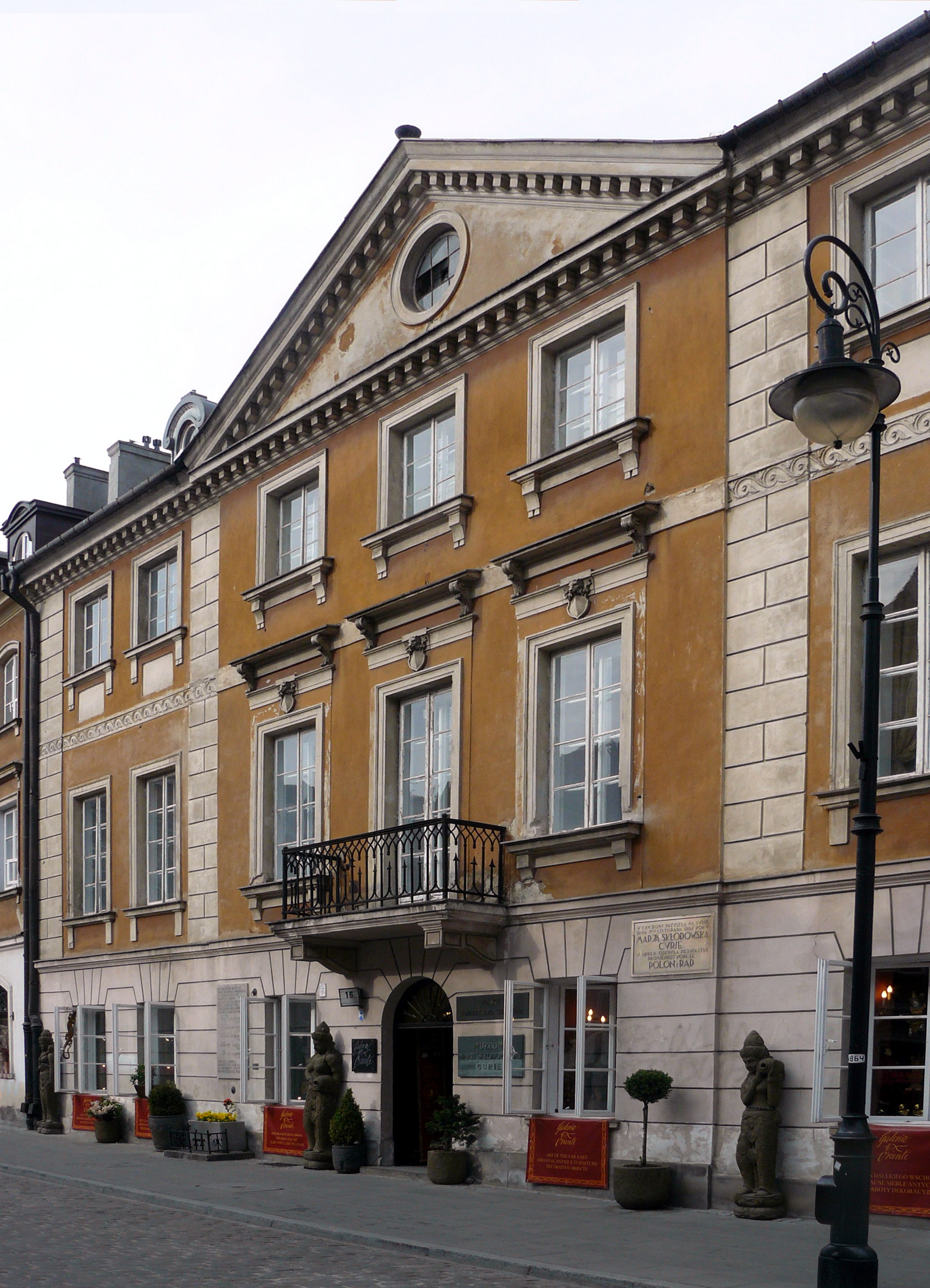
玛丽亚在华沙新城区的故居，现被改建为居里夫人博物馆

玛丽亚·斯克沃多夫斯卡，亦通称玛丽，1867年11月7日生于俄罗斯波兰领地华沙，是布朗斯拉娃·博古什卡和瓦迪斯瓦夫·斯克沃斯基第五个孩子，年纪最小。父母均为著名教师，姊姊和哥哥依次为索菲亚（1862年生）、约瑟夫（1863年）、布洛尼亞（1865年）和海伦娜（1866年）。

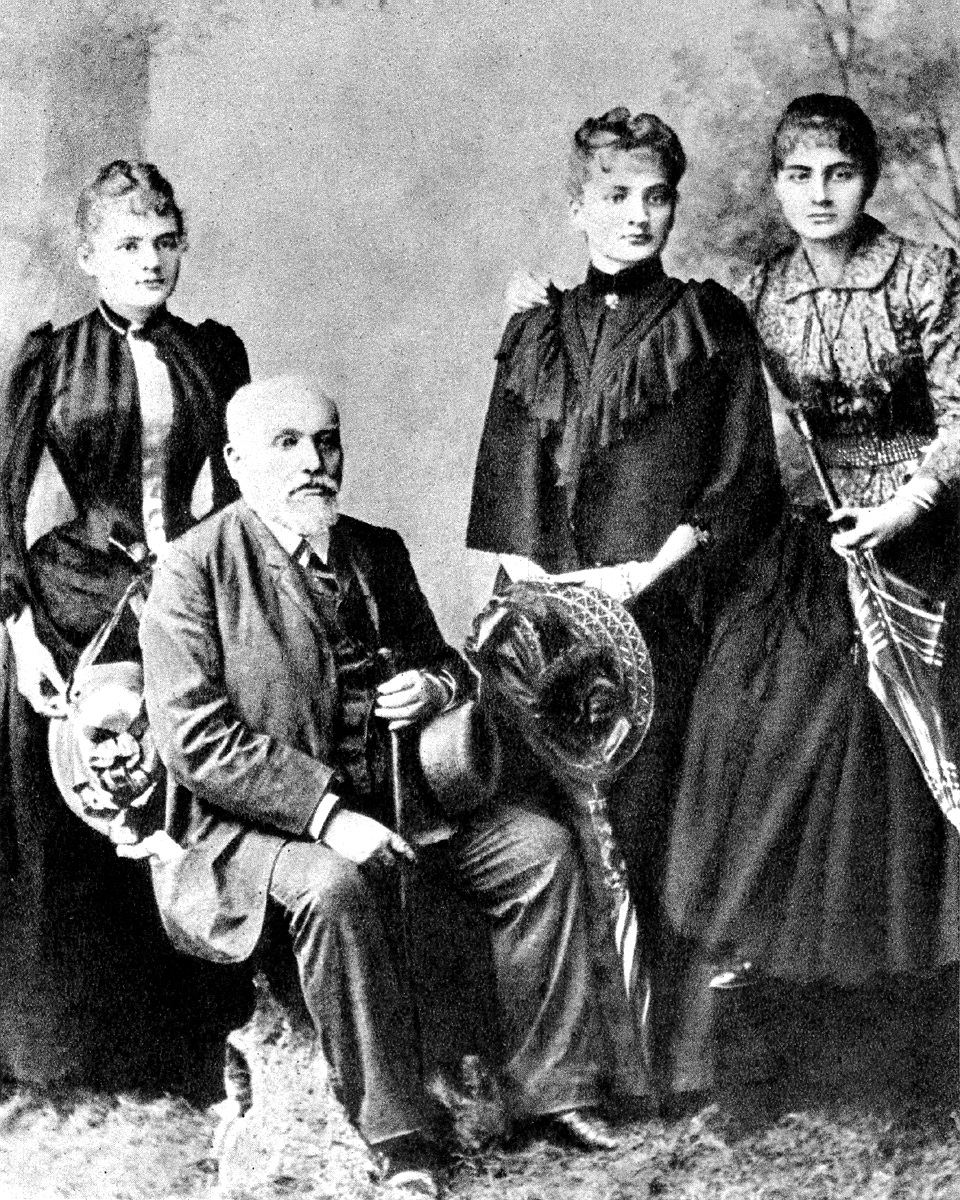
1890年，瓦迪斯瓦夫·斯克沃斯基与女儿们的合影，左起：玛丽亚、布朗斯拉娃、索菲亚。

其父系及母系的祖上都曾因参与波兰独立民族起义（最近期的是1863年-1865年的一月起义）而失去财产，導致後代因而被迫接受艰难谋生的困境。
玛丽的祖父约瑟夫·斯克沃斯基是卢布林一位受人尊敬的教师，波兰文学家博莱斯瓦夫·普鲁斯小时候就是他的学生。父亲瓦迪斯瓦夫·斯克沃斯基是数学和物理老师，也是华沙两间男子文理中学的董事。俄罗斯当局取消波兰学校的实验教学后，他就把大量实验设备带回家教孩子们用。
父亲因为热爱波兰祖国而被俄国上司解雇，被迫选择低薪职位。家里也因投资不慎赔了很多钱，最后只得将家裡的一些房間租给年輕男租客以帮补家用。母亲布朗斯拉娃经营华沙一所著名的女子寄宿学校，玛丽出生后便辞去学校职务。1878年5月，布朗斯拉娃死于肺结核，玛丽时年十岁。而在三年前，玛丽最年长的姊姊索菲亚被一位患有斑疹傷寒住客传染后死亡。玛丽的父亲是无神论者，而母亲是虔诚的天主教徒。母亲和姊姊的死去，使玛丽不再信奉天主教，转为不可知论者。
10岁时，玛丽就读于J.西科尔斯卡寄宿学校，随后转到一所女子文理学校。1883年6月12日，她从那里毕业，毕业时获得一枚金质奖章。玛丽可能患上抑郁症，曾引发晕厥，翌年，她跟父亲的亲戚们待在乡下，次年才与父亲回华沙，并做些家教工作。由于性别关系无法被正规高等院校录取，她和姊姊布洛尼亚就读于移动大学，这是一所仅招女学生的波兰秘密高等教育爱国机构。

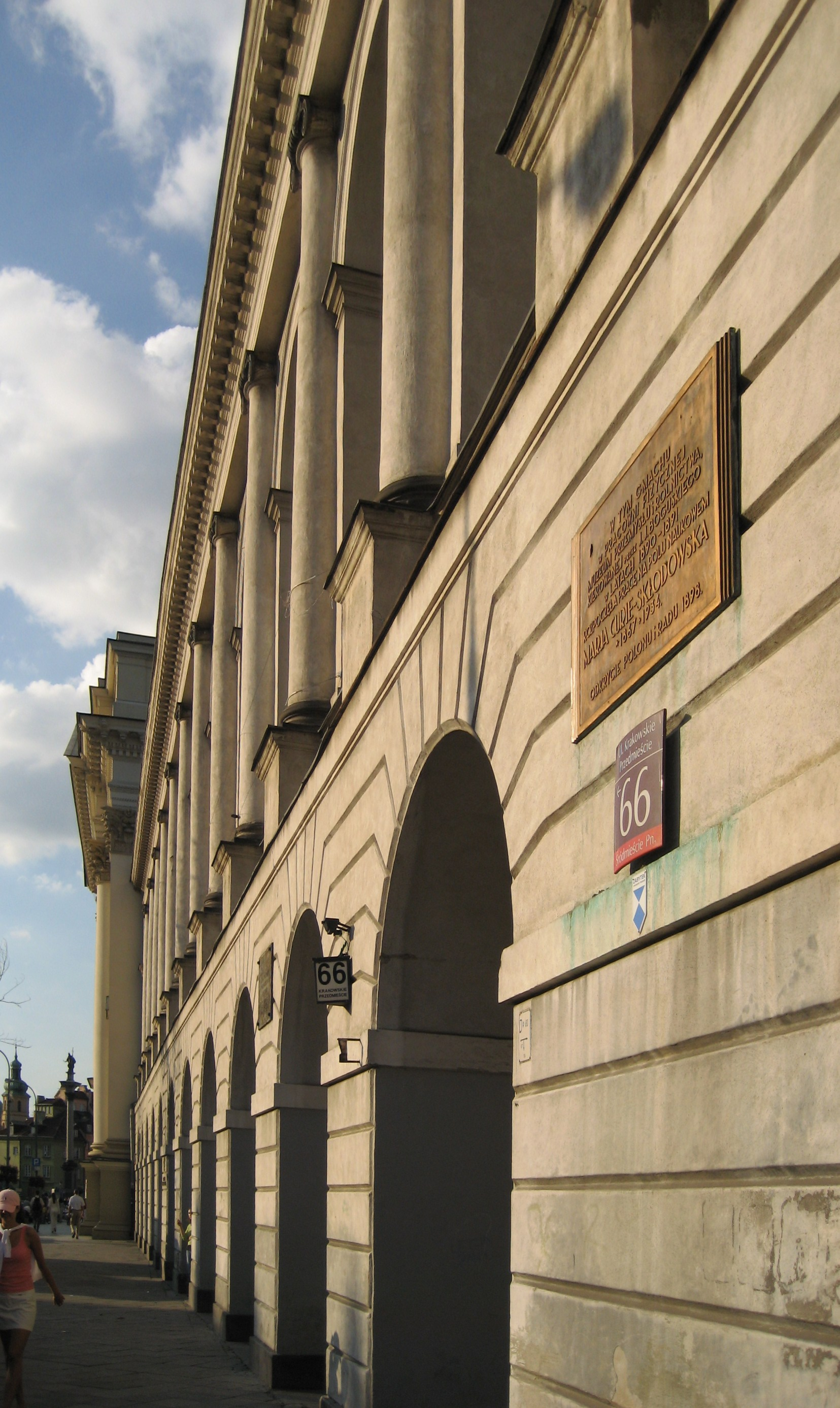
玛丽亚1890年-1891年在华沙做科研的实验室

玛丽与姊姊布洛尼亚商定，要给到巴黎学医的姊姊提供经济援助，两年後她姊姊再帮助她来法国留学。为此，玛丽去当家庭教师，先是在华沙，然后是父亲在马佐夫舍省什丘基的地主亲戚奥劳斯基家做家庭教师。在奥劳斯基家做家庭教师时，玛丽爱上了他们的儿子、日后的杰出数学家卡齐米日·奥劳斯基。卡齐米日父母因玛丽家庭贫困反对他们的恋情，卡齐米日屈从了自己父母的意见。恋爱关系的破裂对双方来说都是悲剧。卡齐米日很快就取得博士学位，开始走上数学研究的道路，后来成为亚捷隆大学教授兼校长。卡齐米日晚年在华沙理工大学做数学教授，他时常坐在1932年创办的镭研究所前的玛丽雕像（1935年竖立）前陷入沉思。
布洛尼亚跟波兰医生、社会和政治活动家卡西米日·德鲁斯基结婚几个月后，就于1890年初邀请玛丽来巴黎跟他们一起住。由于需用一年半甚至更长的时间筹集大学学费，玛丽婉拒了她的好意。这时玛丽的父亲已经获得高薪职位，给了玛丽帮助。那段时间里，玛丽通过阅读书籍、与人书信交流来自学。1889年初，她回到华沙家中，继续做家庭教师，直至1891年。1890-1891年间，她在飞行大学就读和授课，同时开始华沙老城附近的克拉科夫郊区街66号的工农业博物馆化学实验室，接受科学研究训练。该实验室由波兰化学家约瑟夫·博古斯基负责打理，他曾在圣彼得堡给俄国化学家德米特里·伊万诺维奇·门捷列夫做助手。同时，她继续在巴黎大学学习，在一份奖学金的资助下，于1894年取得第二学位。
玛丽受法国民族工业促进会委托，调查各种钢铁材料的磁性，开始她在巴黎的科研生涯。同年，皮埃尔·居里走进她的生活，两人在自然科学领域的共同兴趣，使他们走到一起。皮埃尔是巴黎高等物理化工学院的讲师。他们是波兰物理学家约瑟夫·科瓦尔斯基介绍认识的。约瑟夫帮玛丽寻找空间更大的实验室，就想到皮埃尔或许能找到。虽然皮埃尔没有大型实验室，但他为玛丽找到能开展工作的一些地方。
对科学的激情让他们走得愈发贴近，彼此感情不断发展。最终，皮埃尔向她求婚，但玛丽仍打算回到祖国，没有接受。然而皮埃尔同意跟她回波兰，即便只能做教法语的工作。1894年暑假，玛丽回到华沙的家中。她误以为能在波兰做她想做的工作，但却被克拉科夫大学因性别原因拒诸门外。皮埃尔写信说服她回到巴黎攻读博士学位。在玛丽的坚持下，皮埃尔完成他的磁性的研究论文，在1895年3月获得博士学位，并升为教授。当时的人戏言玛丽是“皮埃尔的最大发现”。1895年7月26日，他们在上塞纳省索镇以民事结合的形式结婚。玛丽没有穿婚纱，而是穿着一身深蓝色套装，这套装束成为她多年的实验装。他们共有两趟蜜月旅行：长途自行车之旅和海外之旅，蜜月旅行使他们更为亲密。玛丽在皮埃尔身上找到了新的爱情、一个伴侣和科学上可以依靠的合作者。

### 新元素

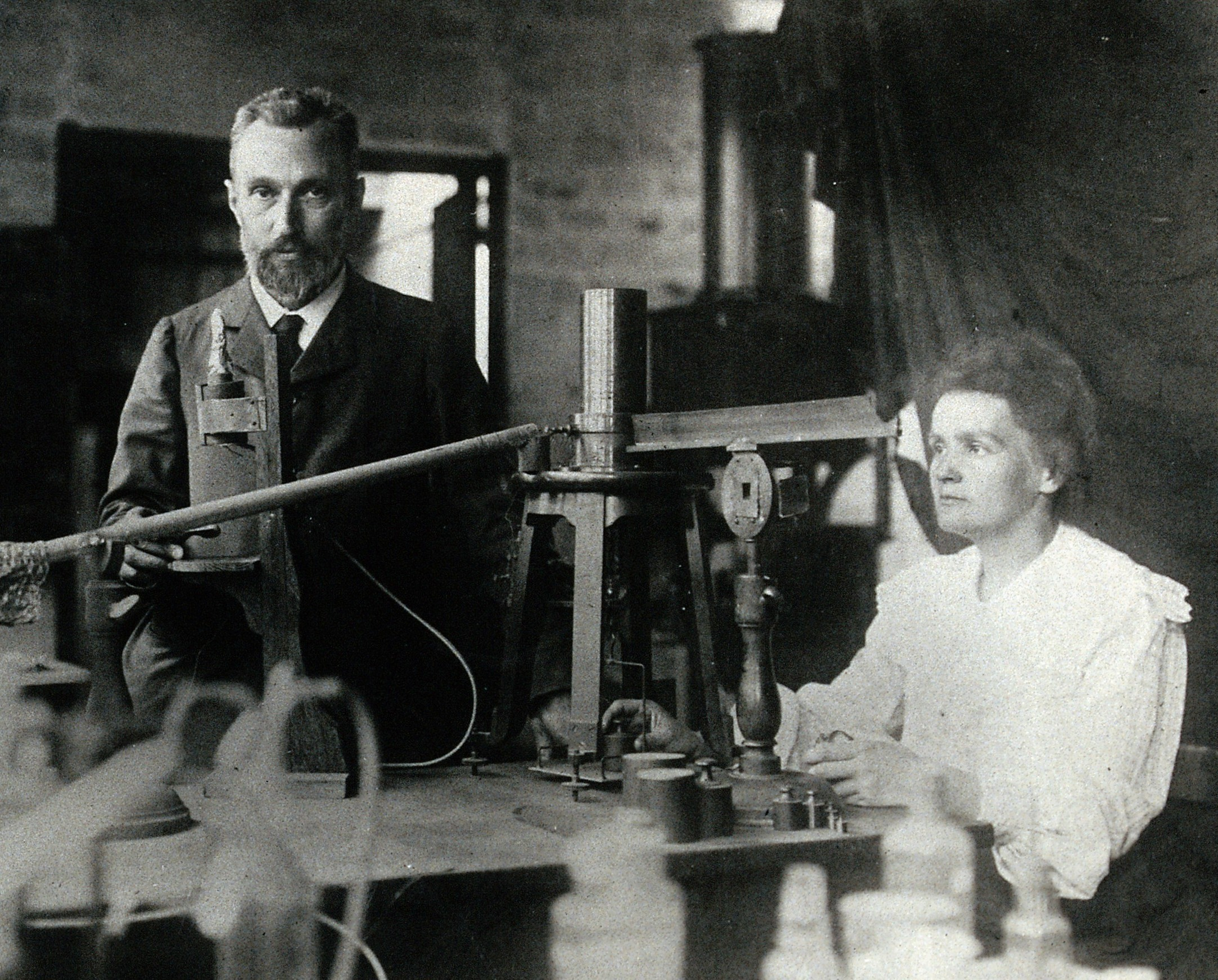
居里夫妇在实验室

1895年，威廉·伦琴发现机制不明的X射线。1896年，亨利·贝克勒尔发现铀盐放出的射线有类似于X射线的穿透力。他证明这种辐射不像磷光那样依赖外部能量输入，而是自发发射的。受到這兩個重大發現的影響，玛丽决定朝這方向發展，她因此開始研究铀射线，作为学位论文的备选课题。
她运用15年前她的丈夫和他的兄弟开发出用来测量电荷的一种新的验电器来研究实验样品。运用皮埃尔的验电器，她发现铀射线能让样品周围的空气导电。利用该技术，她得出首个研究结论，铀化合物的活性仅取决于其数量。她推测，辐射不是分子间某种相互作用造成的，而是来自原子本身。这推测否定自古流传的原子不可分割论的重要一步。
1897年，大女儿伊雷娜·约里奥-居里出生。为了养家，玛丽开始在巴黎高等师范学校兼课。她没有专业的实验室，她的实验室是大部分研究巴黎高等物理化工学院校园旁的一个棚屋改装而成的。这个棚屋以前是一所医学院的解剖室，通风差，常漏水。他们当时不了解放射性对健康的不利影响，因而没有采取防护措施。学校没有资助她的研究，她只得靠冶金和矿业公司、各类组织和政府的补贴维持研究的进行。
玛丽的系统性研究包括两种铀矿：沥青铀矿和铜铀云母。其验电器的测量结果表明，沥青铀矿的活性是纯铀的四倍、铜矿云母的两倍。她推断，如果她先前关于铀的数量及其活性的结果是对的，那么这两种矿物质必定含有其他少量活性远远比铀大的物质。她开始系统寻找其他具有辐射性的物质，到1898年，她发现钍也具备放射性。

皮埃尔对她的工作越来越感兴趣。1898年中，他决定放弃对晶体的研究工作，加入她的行列。
这些研究想法都是她自己的：没人帮她形成这些想法，尽管她曾向丈夫征询意见，但归属权属于她是很明确的。为保证事实确凿无疑，她在丈夫的传记中更是两次记录此事。很可能她在职业生涯的早期就意识到……很多科学家很难相信一位女性有能力参与她所参与的这种原创性研究。

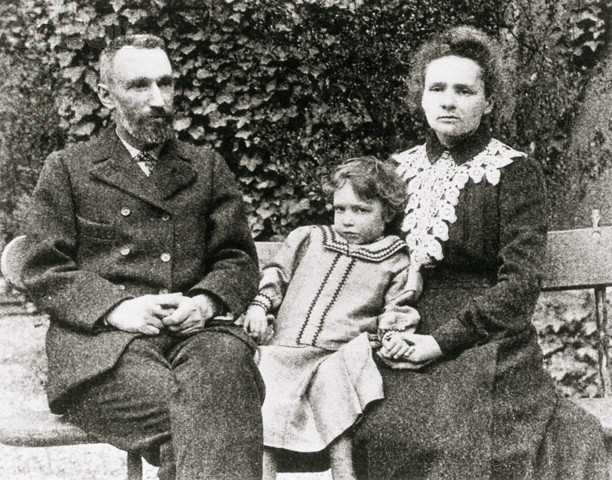
皮埃尔·居里、伊雷娜·约里奥-居里和玛丽·居里一家三口

她敏锐地觉察到及时公布发现，确立科学优先权的重要性。两年前，如果贝克勒尔没有在他发现放射性的第二天就向法国科学院介绍，诺贝尔奖很可能会被希尔瓦努斯·汤姆森夺走。居里选择用相同迅速的手段出版。她写了一篇非常简要的论文，由她的前任指导教授加布里埃尔·李普曼于1898年4月12日转交给法国科学院。即便如此，正如汤普森被贝克勒尔抢先，两个月前格哈德·卡尔·施密特已在柏林将类似的研究结果发表。
当时物理学界没有人注意到玛丽的论文里沥青铀矿和铜矿云母的活性与铀本身活性大的描述：“事实是非常显著的，可以确信这些矿物质可能比铀包含更具放射性的元素。”据她事后回忆，当时她“急切地想尽快验证这一假说”。1898年4月14日，居里夫妇满怀希望地称出并研磨100克沥青铀矿样品。他们那时没意识到他们要寻找的物质数量极少，需要处理上万吨矿石。
1898年7月，玛丽和丈夫发表一篇联合署名论文，宣布以“钋”（Polonium）命名所发现的元素，以纪念被瓜分的祖国波兰。1898年12月26日，居里夫妇将他们发现的第二个元素命名为“镭”（radium），拉丁文意为“射线”。他们在研究过程中还创造出单词“放射性”（radioactivity）。
为了证明发现确凿无疑，居里夫妇试图分离出纯的钋和镭。沥青铀矿是复杂的矿物，化学分离其成分是一项非常费力的任务。发现钋相对比较容易，化学上它类似于铋，钋是矿石中的唯一与铋性质类似的物质。然而镭比较难以分离出来，它的化学性质与钡类似，并且两种元素都存在于沥青铀矿中。到1898年，居里夫妇获得少量的镭，但获得数量可观且未摻杂有钡的镭，仍然是遥不可及的任务。居里夫妇通过结晶的方法分离镭盐，这是一个极端费力的工作。1902年，他们从一吨沥青铀矿中分离得十分之一克氯化镭。1910年，居里夫人分离出纯镭金属单质。但她从未成功分离出半衰期仅为138天的钋。
1898年和1902年，居里夫妇联合及单独发表32篇科学论文，其中一篇称在镭辐射下病变或肿瘤细胞比健康细胞死得更快。
1900年，玛丽成为首位任教于巴黎高等师范学校的女性，她的丈夫也在巴黎大学获得教职。1902年，她的父亲逝世，她回波兰奔丧。

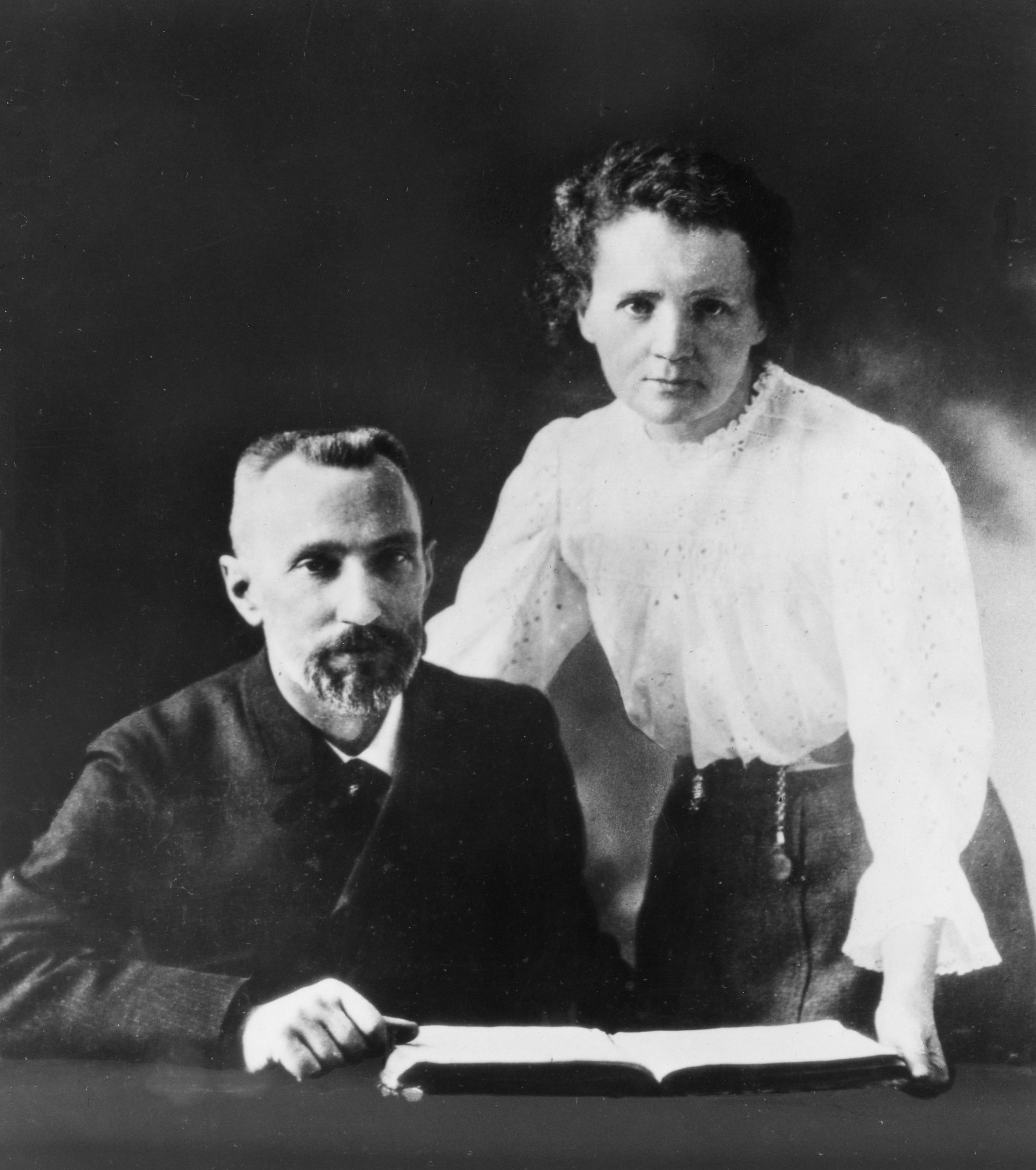
居里夫妇合影，1903年

1903年，玛丽获得巴黎大学博士学位，导师加布里埃尔·李普曼。获得学位当月，居里夫妇应邀访问伦敦皇家学会，作关于放射性的报告。但玛丽因为是女性而被拒绝作报告，只有皮埃尔做了报告。同时，由镭主导的新产业开始发展，而居里夫妇没有就他们的发现申请专利，几乎没有从这个日益有利可图的产业中获利。

### 诺贝尔奖

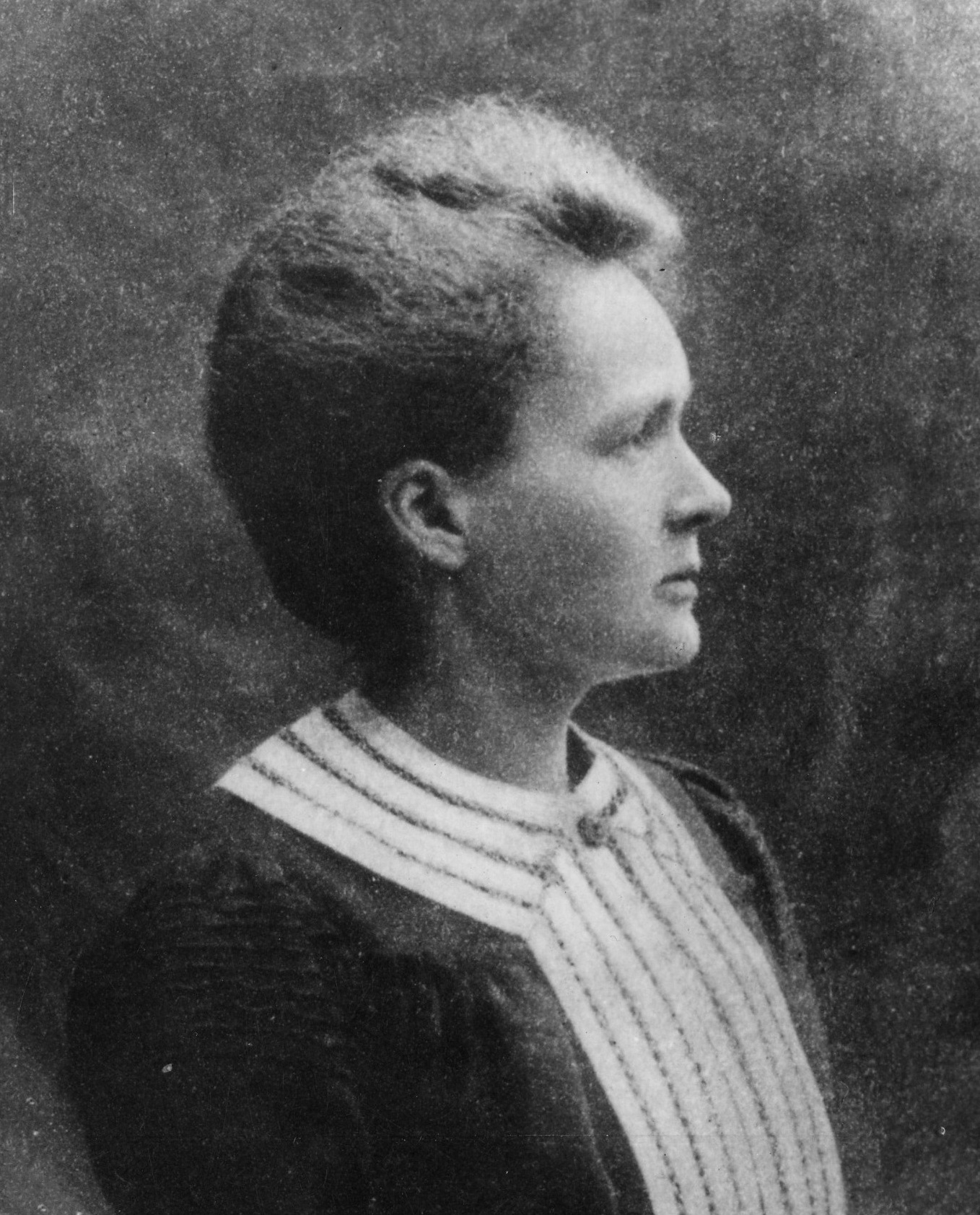
1903年获得诺贝尔奖时的肖像

1903年12月，瑞典皇家科学院授予皮埃尔·居里、玛丽·居里和亨利·贝可勒尔诺贝尔物理学奖，“以表彰他们研究贝克勒尔教授发现的电离辐射现象时做的非凡工作”。起初，委员会仅表彰皮埃尔和贝克勒尔，但有位倡导女性科学家权利的委员，瑞典数学家哥斯塔·米塔-列夫勒向皮埃尔通报了情况，并向上申诉，玛丽才获得提名。玛丽是首位授予诺贝尔奖的女性。
居里夫妇因忙于工作，婉言谢绝前往斯德哥尔摩领取奖金，皮埃尔也对公共仪式越来越感到不适。由于诺贝尔奖得主必须做个报告，居里夫妇最终于1905年去了斯德哥尔摩。有了这笔奖金，居里夫妇就可以招募他们的首位实验助手。获得诺贝尔奖后，日内瓦大学向皮埃尔提供一个职位，为留住皮埃尔，巴黎大学给他教授职位和物理系主任的职务，但是拒绝解决居里夫妇的实验室问题。皮埃尔申诉后，巴黎大学改善态度，同意装备一个新实验室，但要等到1906年才能使用。
1904年12月，居里夫人诞下第二个女儿艾芙·居里。她聘请波兰籍女家庭教师教女儿们母语，并把她们送到波兰或回波兰时带她们同去。
1906年4月19日，皮埃尔在瓢泼大雨中横穿多菲内街，结果被一辆马车撞倒碾压，造成颅骨骨折，最终去世。玛丽听到丈夫去世的噩耗后悲痛万分。1906年5月13日，巴黎大学物理系决定保留皮埃尔的职位授予玛丽。玛丽接受了职位，成为巴黎大学首位女教授，她希望建成世界一流的实验室，以告慰皮埃尔的在天之灵。
居里夫人建立新实验室的要求没有止步于巴黎大学。她晚年时领导镭学研究所（现巴黎居里研究所），这是巴斯德研究院和巴黎大学为她创立的放射性实验室。1909年，巴斯德研究院院长皮埃尔·保罗·埃米尔·鲁对巴黎大学没有给居里夫人提供适当的实验室而感到失望，提议设立镭学研究所，还建议居里夫人到巴斯德研究院任职。直到居里夫人威胁要离开巴黎大学，这次终于让巴黎大学有所触动，和巴斯德研究院联合设立居里馆。

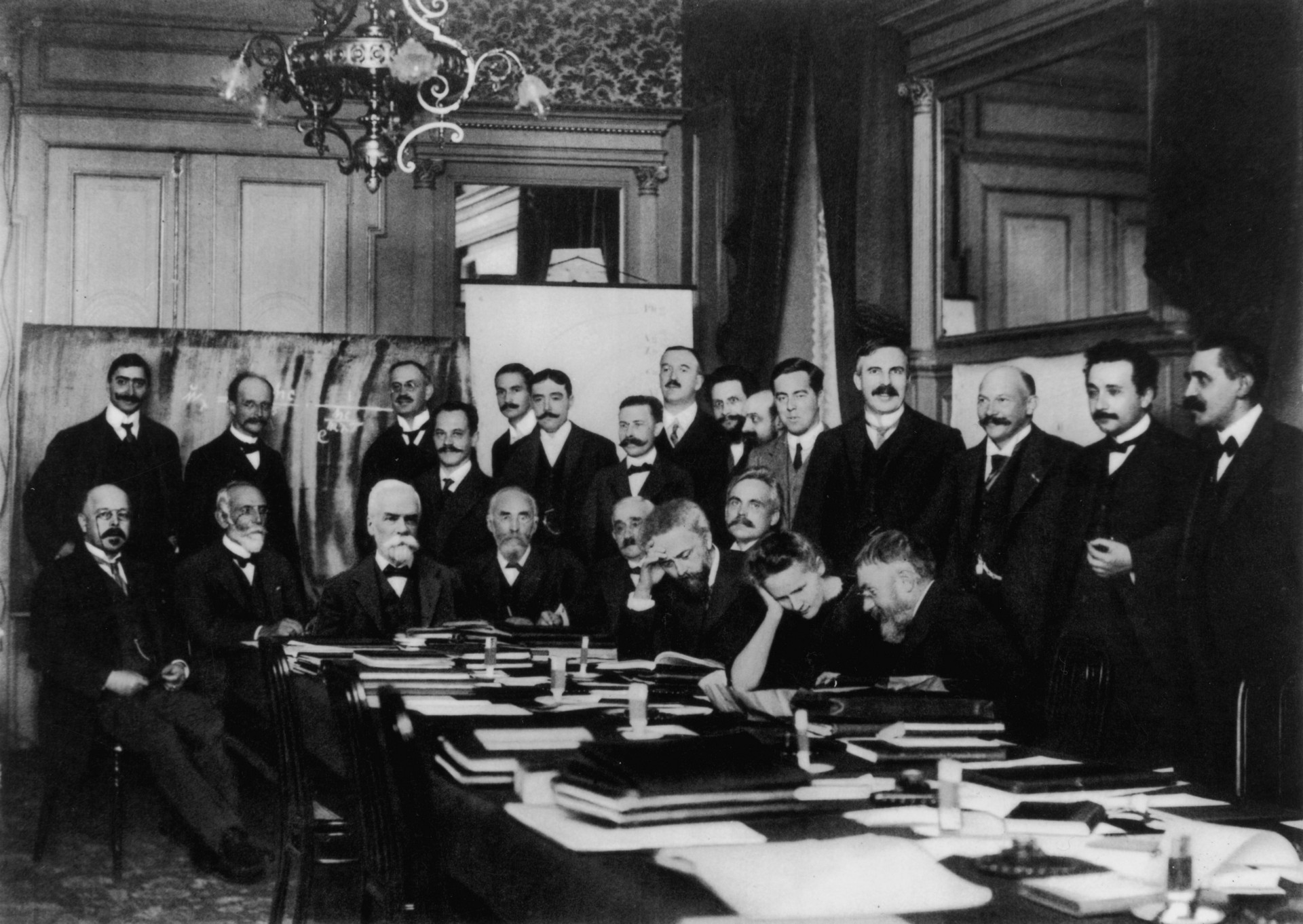
1911年首届索尔维会议，居里夫人（前排右二）与亨利·庞加莱讨论；后排右四是欧内斯特·卢瑟福；右二是阿尔伯特·爱因斯坦；最右的是保罗·朗之万

1910年，居里夫人成功分离出镭，放射强度单位以居里命名。然而，1911年，居里夫人以一，或两票之差未能当选法国科学院院士，帮助古列尔莫·马可尼发明无线电报的爱德华·布朗利当选。半个多世纪后，1962年，居里夫人的博士生玛格丽特·佩里成为法國科学院的首位女院士。尽管居里夫人是为法國工作的声望卓著的科学家，但当时公众普遍的排外态度，引发了居里夫人有犹太人血统的错误猜测，当时法國人的排外情绪还引发了德雷福斯事件。法国科学院选举期间，右翼媒体还中伤渲染她是外国人和无神论者。玛丽的女儿后来曾这样谈法国公众的虚伪；当提名她获得法國荣誉时，法國媒体把她描绘成卑微的外国人，但当她获得诺贝尔奖等国际荣誉时，却又视她为法国的英雄。
1911年，有人批露时年40多岁的居里夫人在1910至1911年与小她五岁的保罗·朗之万同居一年。朗之万是皮埃尔以前的学生，当时与妻子分居。这则桃色传闻成为媒体上的丑闻，还被她的学术对手利用。居里夫人被小报写成一个破坏别人家庭的外国犹太人。丑闻曝光时，她正在比利时参加会议。她回家时，发现家门口有一帮愤怒的人群，不得不与女儿避居在朋友家里。

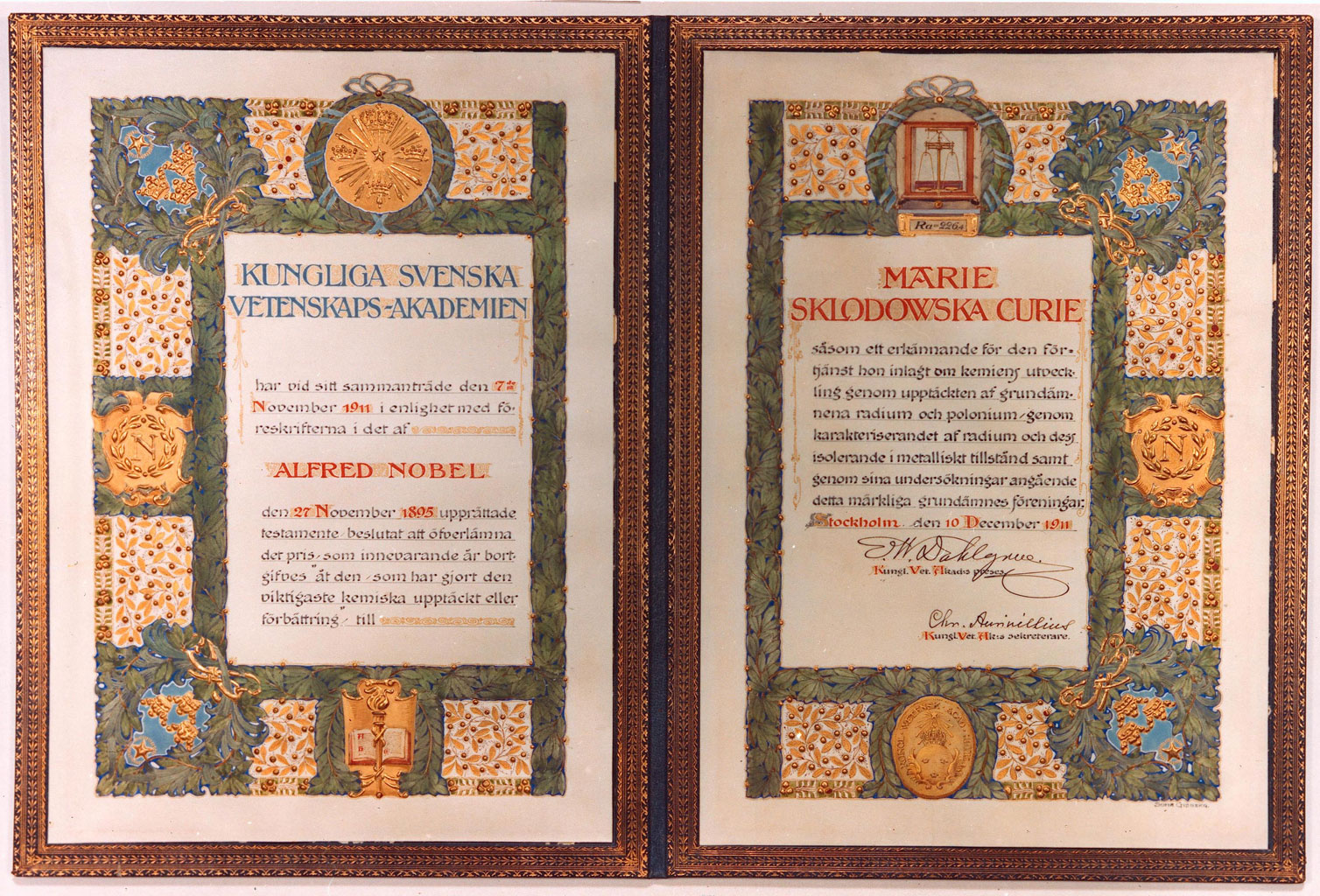
1911年诺贝尔奖证书

1911年，瑞典皇家科学院于第二次授予她诺贝尔奖，她的研究工作获得的国际认可达到新的高度，这次获得的是诺贝尔化学奖，旨在表彰她“发现了镭和钋元素，提纯镭并研究了这种引人注目的元素的性质及其化合物”。她是赢得或共享两次诺贝尔奖的第一人，只有她跟莱纳斯·鲍林是获得双重领域诺贝尔奖的人。一支由小说家亨利克·显克微支率领的波兰学者代表团，鼓励她回到祖国波兰继续她的科学事业。居里夫人的第二个诺贝尔奖，使得她能说服法国政府支持建立镭学研究所，研究所于1914年建成，研究领域涉及化学、物理、医学等学科。接受1911年诺贝尔奖一个月后，她因抑郁症和肾病住院。1912年大多数时间，她避开公众生活，跟物理学家朋友赫莎·马克斯·艾尔顿待在英国。1912年12月，居里夫人才返回实验室，这时她已经中断研究工作14个月了。
1912年，华沙科学学会邀请居里夫人担任一新实验室的主任，但她婉拒这一邀请，专注于新设立的镭学研究所，该所预计于1914年8月落成，位于新命名的皮埃尔-居里街。她于1913年访问波兰，在华沙受到热烈欢迎，此次访问被沙俄当局忽视。由于战争即将来临，镭学研究所的大多数研究人员被编入法国军队，科研工作中断，直到1919年才恢复。

### 第一次世界大战

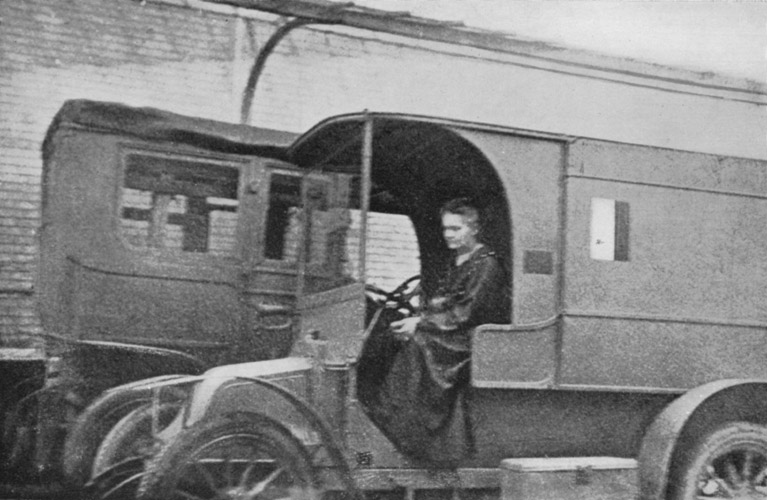
居里夫人与她的X光车

第一次世界大战期间，居里夫人认为需要在靠近前线的地方设立战地放射中心，以协助战地外科医生。快速学习放射学、解剖学和汽车机械后，她购置X射线设备、车辆、辅助发电机，组装出流动式X光机，后来被民众称为“小居里夫妇”（petites Curies）。她在红会担任放射服务主任，成立法国第一个军用放射中心，于1914年末投入运营。在一名军医和17岁的女儿伊雷娜的帮助下，战争第一年，她在战地医院指导20辆流动式X光机组装和另外200个X光装置的使用。后来，她开始培训其他女助手。
1915年，居里夫人制造出含有“镭射气”（镭化合物发出的无色的放射性气体氡）的空心针，用于给受感染的组织消毒。她从自己的1克镭贡献出一些来用于战地医院。据估计，超过100万受伤士兵得到过居里夫人的流动式X光机治疗。因忙于这种人道主义工作，一战期间她几乎没有做科研工作。尽管她向法军提供了重要的人道主义贡献，却从未受到过法国政府任何的正式嘉奖。
此外，一战开始不久，她就捐出她的诺贝尔奖金质奖章以支援战事，但法国国家银行拒绝接受。她用诺贝尔奖奖金买下战争债券。她还是旅法波兰人委员会的积极成员，致力于波兰解放事业。战后她将战时经历总结成一本书《战争中的放射学》（Radiology in War），于1919年出版。

### 战后岁月
1920年适逢镭发现25周年，法国政府为居里夫人设立专门的津贴，在她之前享受此待遇的人是路易·巴斯德（1822-1895）。1921年，玛丽前往美国，筹集研究镭的资金，一路受到热烈欢迎。玛丽·马丁利·梅洛妮夫人采访玛丽之后，创立玛丽·居里镭基金会以筹集购买镭的资金，并宣传她的行程。1921年，美国总统沃伦·盖玛利尔·哈定在白宫举行仪式，向她赠送美国筹集到的1克镭。在哈定总统会见居里夫人之前，法國政府尴尬地意识到，居里夫人在国外声誉日隆，却从未获得过法国官方授予的勋章绶带以在公众场合佩戴。法国政府决定授予她法国荣誉军团勋章，但被她拒绝。1922年，她成为法国医学科学院院士。她还访问其他国家，在比利时、巴西、西班牙和捷克斯洛伐克等国出席公众活动和发表演讲。
在居里夫人的带领下，镭学研究所出现了四位诺贝尔奖得主，包括女儿伊伦·约里奥-居里和女婿弗雷德里克·约里奥-居里。镭学研究所后来与欧内斯特·卢瑟福领导的卡文迪许实验室、斯特凡·迈尔领导的维也纳镭研究所和奥托·哈恩与莉泽·迈特纳领导的威廉皇帝学会化学研究所并称为四大放射性研究实验室。
1922年8月，居里夫人成为新成立的国际联盟国际智力合作委员会的成员。1923年，她完成丈夫的传记，书名为丈夫的名字。1925年，她访问波兰，参加华沙镭学研究所奠基仪式。1929年，她第二次访问美国，成功为华沙镭学研究所募集到镭。华沙镭学研究所1932年揭幕、由其姊姊布朗斯拉娃担任所长。她不喜欢参加这些科学研究之外的活动，但这些活动为她的工作带来所需要的资源。1930年，她当选为同位素丰度和原子量委员会委员，她一直担任这一职位直至去世。

### 逝世

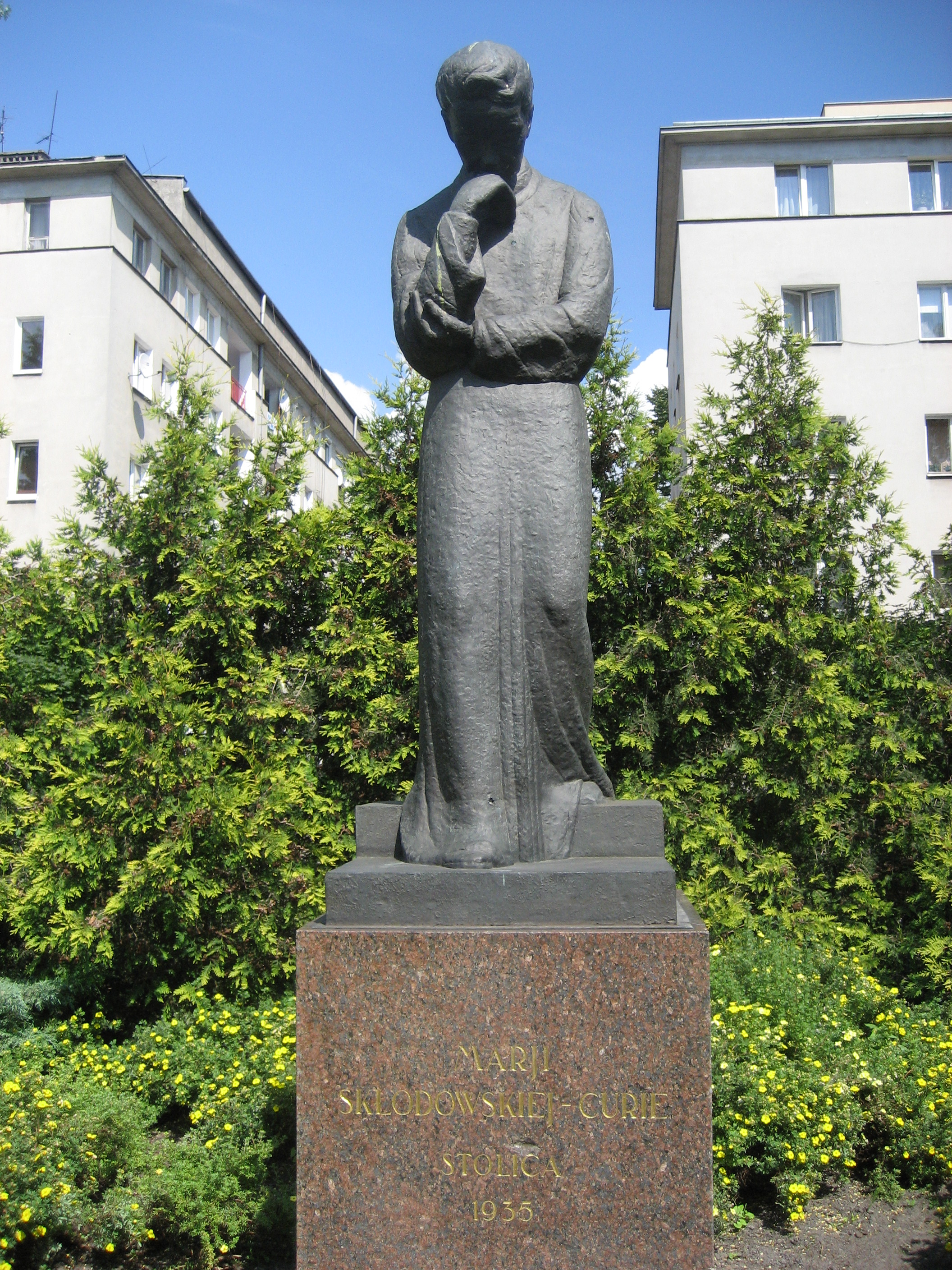
居里夫人塑像，1935年立于华沙镭研究所前

1934年初，居里夫人最后一次访问她的祖国波兰。几个月后，1934年7月4日，她在上萨瓦省帕西的桑塞羅謀疗养院去世，死于再生不良性贫血，普遍认为，她是因为长期接受辐射而患上此病。当时，科学还不了解电离辐射对人体的危害，一直没有开发防护措施。她随手将装有放射性同位素的试管放进口袋，或是随随便便放在办公桌抽屉里，还描述过它在暗夜中散发出的幽光。一战期间，居里夫人在战地医院服务时暴露在X射线辐射下，因为X射线设备也没有安装防护装置。尽管她因暴露于辐射几十年而患上多种慢性疾病（包括因白内障近乎失明），甚至造成她的死亡，可是居里夫人从未真正认识到暴露在辐射中的健康风险。
她跟丈夫皮埃尔合葬于国玺的墓地。六十年后，1995年，为嘉奖他们的成就，居里夫妇的遗体被移到巴黎先贤祠。居里夫人是首位凭自身成就安葬在先贤祠的女性。
居里夫人在1890年代完成的论文手稿因带有高放射性而没有予以整理，甚至连她的食谱都具有高放射性。她的论文手稿被保存在铅盒中，参阅者需穿防护服。
她在晚年写的著作《放射性》（Radioactivity），在其死后于1935年出版。

## 影响

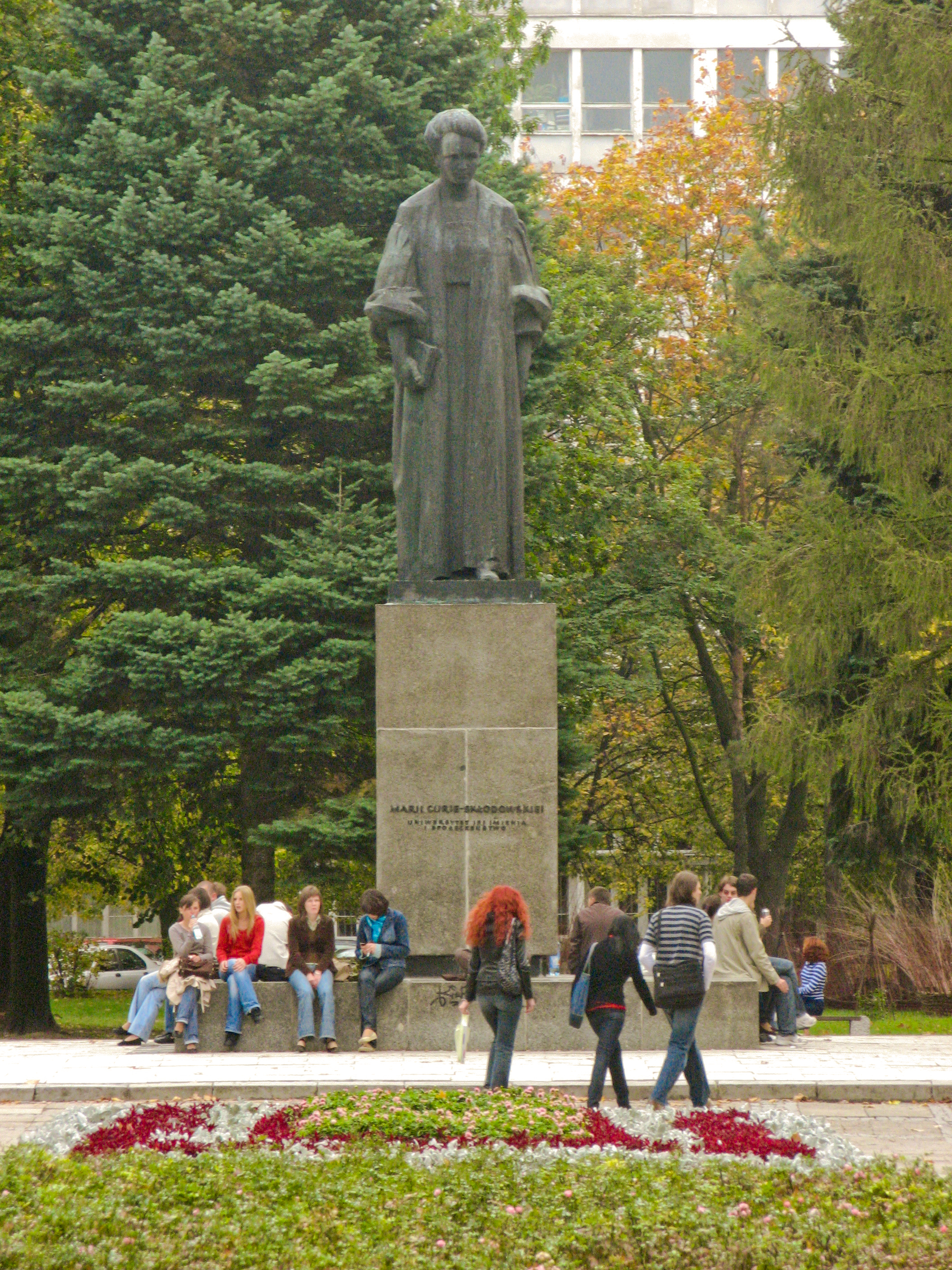
波兰卢布林居里夫人大学的雕像

居里夫妇在科学和社会方面的工作，对塑造20世纪和21世纪的世界有重大贡献。康奈尔大学教授莱斯利·皮尔斯·威廉斯指出：
居里夫妇的工作是划时代的。镭的放射性如此显著，我们不能忽视它。这一现象似乎违反能量守恒定律，这使物理学家不得不重新思考物理学的这一基础。在实验层面，镭的发现给卢瑟福等人探测原子结构提供放射源。卢瑟福利用α辐射做的散射实验，首次证实了原子核的存在。在医学上，镭的放射性为成功制伏癌症提供了可能的方法。
居里夫人的工作有助于推翻物理和化学的旧有概念，而且给社会带来同样深刻的影响。无论在祖国还是异乡，为了科研，她都必须克服社会给女性强加的重重阻碍。这一方面也被弗朗索瓦丝·吉鲁的《玛丽· 居里：她的一生》（Marie Curie: A Life）强调为居里夫人起到了女权主义先驱的作用。
居里夫人的诚实正直和节俭的生活方式为人熟知。1893年，有人曾捐给她一小笔钱，以资助她的学业，1897年她刚刚自己赚钱，能维持生活，便立即将其如数奉还。她将第一个诺贝尔奖的奖金中的一大部分给了朋友、家人、学生和科研助手。她还曾做出人意料的决定，刻意不为镭分离法申请专利，不给科研设置阻碍。她坚持把各类奖金全数捐献给所属的科研机构，自己却分文不取；她和丈夫更是时常谢绝奖项和奖章。据报道，爱因斯坦曾评论道，居里夫人大概是世上唯一不为名利腐蚀的人。

## 榮譽與紀念

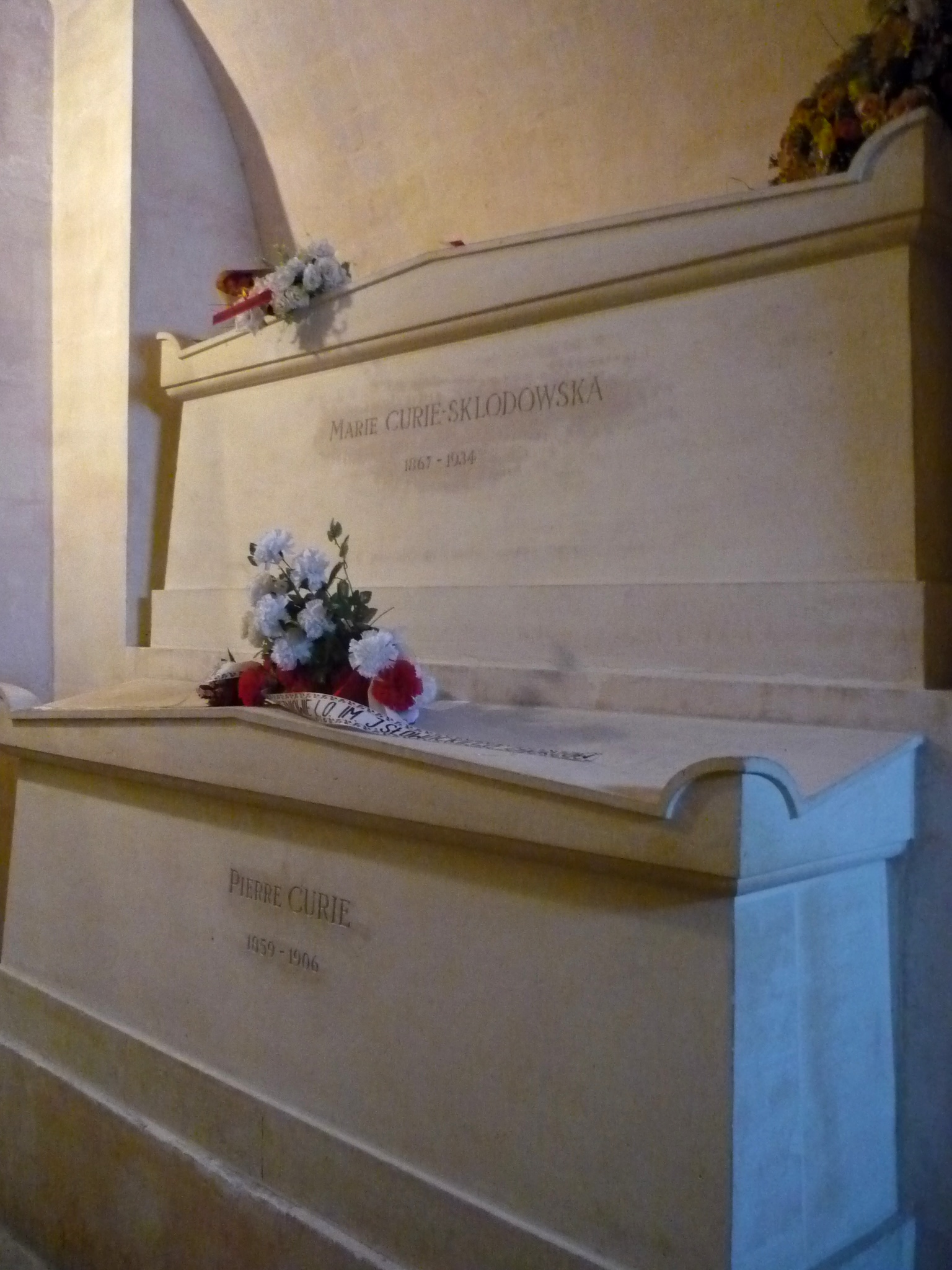
居里夫婦在巴黎先賢祠中的陵墓

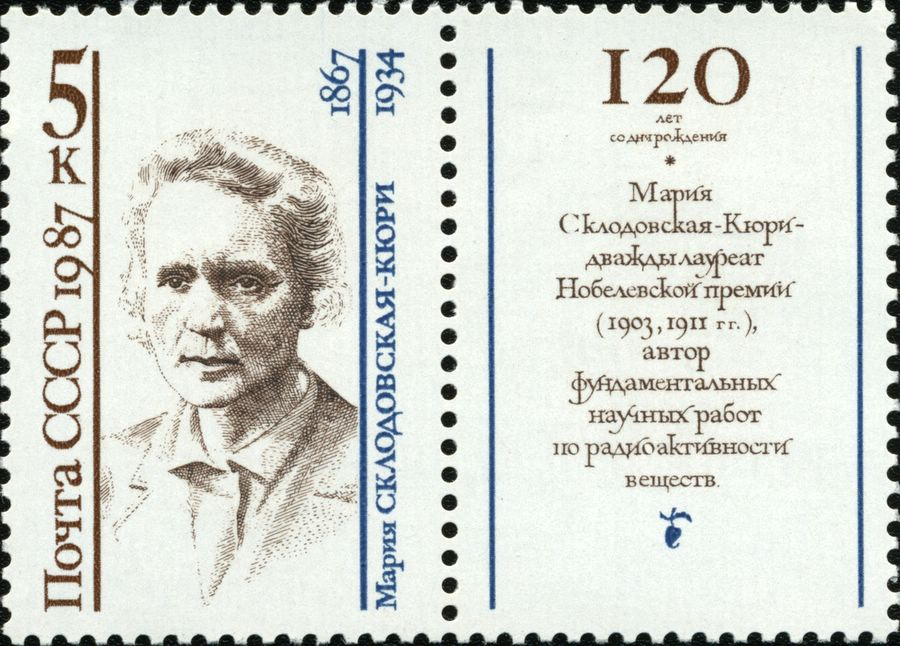
蘇聯郵票（1987年）

身為迄今為止最負盛名的女性科學家之一，瑪麗·居里成為科學界中的偶像式人物，為世界所緬懷和紀念，甚至是在流行文化領域。《新科學家》雜誌2009年的一項民意調查中，瑪麗·居里被評為“最鼓舞人心的女性科學家”，支持率（25.1%）近乎排名第二的羅莎琳·富蘭克林（14.2%）的兩倍。
法國和波蘭宣佈2011年為“瑪麗·居里年”，聯合國將2011年定為“國際化學年”。圣迭戈当代艺术博物馆的雅各畫廊，佈置一座紀念“居里夫人”的藝術裝置。11月7日，谷歌推出紀念其誕辰的紀念塗鴉。12月10日，紐約科學院慶祝瑪麗·居里獲得第二個諾貝爾，瑞典瑪德琳公主出席典禮。
瑪麗·居里不僅是首位諾貝爾獎女性得主，首位獲得兩次諾貝爾獎的人，還是唯一一位獲得兩個領域諾貝爾獎的女性和獲得多個科學領域諾貝爾獎項的人。她獲得的獎項包括：
- 諾貝爾物理學獎（1903年）[19]
- 大衛獎章（1903年，與丈夫皮埃爾共同獲獎）[51][73]
- 馬泰烏奇獎章（1904年，與丈夫皮埃爾共同獲獎）[73]
- 艾略特·克瑞森獎（英语：Elliott Cresson Medal）（1909年）[74]
- 阿克頓獎（英语：Actonian Prize）（1909年）[75]
- 諾貝爾化學獎（1911年）[6]

- 美國哲學會本傑明·富蘭克林獎章（1921年）[76]

1995年，她成為首位憑藉自身成就埋葬于先賢祠的女性。她和丈夫的名字被命名為放射性活度的單位——居里（符號Ci）（但當時的委員會沒有明確是紀念居里夫婦中的某個人還是他們兩個人）。原子序數96的元素被命名為鋦（curium），三種放射性礦物質也因居裡夫婦得名：矽鎂鈾礦（sklodowskite）、板鉛鈾礦（Curite）和矽銅鈾礦（Cuprosklodowskite）。她在世界各地的大學獲得無數榮譽學位。歐盟的瑪麗·居里行動計畫獎學金計畫就以她的名字命名，旨在資助希望出國進修的青年科學家。她獲得她的祖國波蘭多所大學的名譽博士學位，如利沃夫理工學院（1912年）、波茲南大學（1922年）、克拉科夫雅蓋隆大學（1924年）和華沙理工大學（1926年）。
世界各地的許多地點以她的名字命名：2007年，巴黎一地鐵站以居里夫婦命名；波蘭一座反應堆被命名為瑪麗核反應爐；小行星7000以居里命名。荷蘭皇家航空公司一架麥克唐納-道格拉斯MD-11（註冊代碼為PH-KCC）客機以她的名字命名以紀念她。
眾多研究機構冠以她的名字。最早以她名字命名的是華沙瑪麗亞·斯克沃多夫斯卡-居里研究所和巴黎居里研究所。其他以居裡命名的學術機構還有盧布林瑪麗·居里大學（1944年成立）、巴黎皮埃爾和瑪麗·居里大學（1971年成立）和英國慈善機構瑪麗·居里癌症護理中心（1948年成立），旨在照顧絕症患者。
有兩座紀念居里夫人的博物館。1967年，位於華沙新城區伏萊塔街的瑪麗·居里故居，被改建為瑪麗·居里博物館。她在巴黎的實驗室被辟為居里博物館，1992年開放至今。
眾多藝術作品帶有瑪麗·居里的肖像。1935年，前波蘭總統伊格納齊·莫希奇茨基的妻子米夏琳娜·莫希齊茨卡為華沙鐳學研究所前的瑪麗·居里雕像揭幕。1944年二戰期間，華沙起義中，該紀念碑被炮火損壞，雕像和底座上的彈痕直到戰後才被去除。1955年，波蘭裔美國藝術家約瑟夫·馬祖爾創作了花窗玻璃作品《瑪麗·居里再生》，裝飾在紐約州立大學布法羅分校波蘭教室。
多種瑪麗·居里的傳記出版。1938年，她的女兒艾芙·居里出版《居里夫人傳》（Madame Curie），1987年，弗朗索瓦·吉魯寫成《瑪麗·居里：她的一生》（Marie Curie: A Life），2005年，芭芭拉·戈德史密斯寫成《執著的天才:瑪麗·居里的魅力世界》（Obsessive Genius: The Inner World of Marie Curie），2011年，勞倫·芮德妮絲出版《放射性：居里夫婦以及他們的愛情與紛爭故事》（Radioactive: Marie and Pierre Curie, a Tale of Love and Fallout）。
葛麗·嘉遜和沃爾特·皮金主演的同名電影《居里夫人》，獲得1943年美國奧斯卡獎提名。1997年上映法國電影《舒茨先生的榮譽》，改編自同名戲劇，影片中瑪麗·居里由伊莎貝·雨蓓扮演。
瑪麗·居里是勞倫斯·阿隆維奇戲劇《假推論》（False Assumptions）的主題，劇中三名女科學家的靈魂造訪了她的生活。
瑪麗·居里的肖像出現在世界各國的紙幣、郵票及硬幣上，如1980年代末波蘭20000茲羅提紙幣，歐元取代法郎前法國的500法郎鈔票。

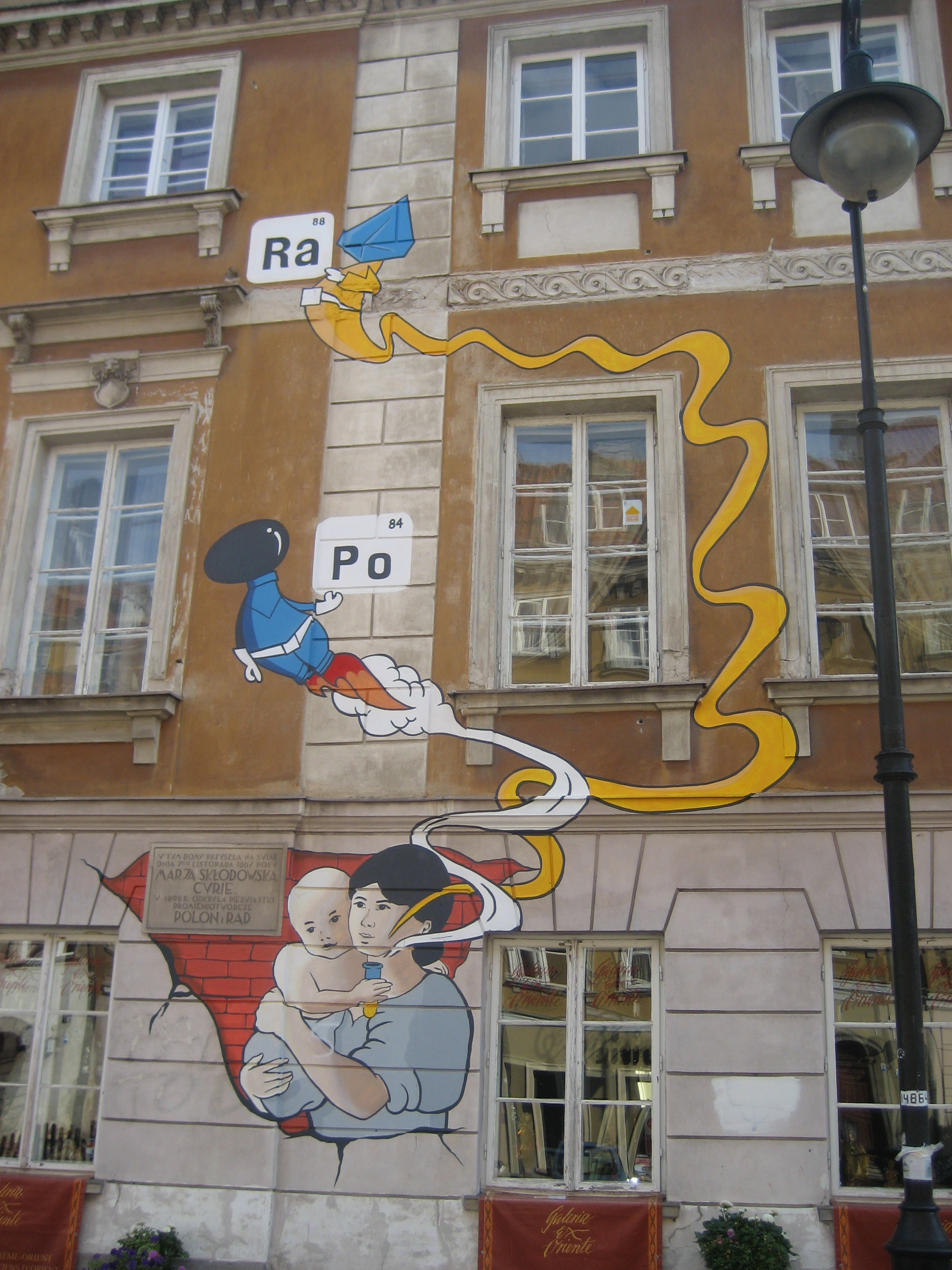
2011年，為紀念居里夫人獲得第二個諾貝爾獎100周年，她的故居被塗上壁畫

2011年是居里夫人第二次獲得諾貝爾獎100周年，為慶祝這一時刻，她的華沙故居外牆被塗上寓言式壁畫：瑪麗·斯克沃多夫斯卡抱著的嬰兒，手中拿著的試管飄散出她所發現釙和鐳兩種元素。此外，華沙維斯瓦河上方的一座新橋樑，也以其名字命名為瑪麗·斯克沃多夫斯卡-居里橋。
2020年，改编自图画小说《爱的放射论》的传记片《爱的放射论》上映，由裴淳华扮演居里夫人。

## 家族
|               |               |               |               |               |               |  |  | 尤金·居禮              | 尤金·居禮              | 尤金·居禮              | 尤金·居禮              | 尤金·居禮              | 尤金·居禮              |  |  | 索菲-克萊爾·居禮   | 索菲-克萊爾·居禮   | 索菲-克萊爾·居禮   | 索菲-克萊爾·居禮   | 索菲-克萊爾·居禮   | 索菲-克萊爾·居禮   |  |  |           |           |           |           |           |           |  |  |                        |                        |                        |                        |                        |                        |
|               |               |               |               |               |               |  |  | 尤金·居禮              | 尤金·居禮              | 尤金·居禮              | 尤金·居禮              | 尤金·居禮              | 尤金·居禮              |  |  | 索菲-克萊爾·居禮   | 索菲-克萊爾·居禮   | 索菲-克萊爾·居禮   | 索菲-克萊爾·居禮   | 索菲-克萊爾·居禮   | 索菲-克萊爾·居禮   |  |  |           |           |           |           |           |           |  |  |                        |                        |                        |                        |                        |                        |
|               |               |               |               |               |               |  |  |                        |                        |                        |                        |                        |                        |  |  |                    |                    |                    |                    |                    |                    |  |  |           |           |           |           |           |           |  |  |                        |                        |                        |                        |                        |                        |
|               |               |               |               |               |               |  |  |                        |                        |                        |                        |                        |                        |  |  |                    |                    |                    |                    |                    |                    |  |  |           |           |           |           |           |           |  |  |                        |                        |                        |                        |                        |                        |
|               |               |               |               |               |               |  |  | 雅克·居里              | 雅克·居里              | 雅克·居里              | 雅克·居里              | 雅克·居里              | 雅克·居里              |  |  | 皮埃尔·居里        | 皮埃尔·居里        | 皮埃尔·居里        | 皮埃尔·居里        | 皮埃尔·居里        | 皮埃尔·居里        |  |  | 玛丽·居里 | 玛丽·居里 | 玛丽·居里 | 玛丽·居里 | 玛丽·居里 | 玛丽·居里 |  |  |                        |                        |                        |                        |                        |                        |
|               |               |               |               |               |               |  |  | 雅克·居里              | 雅克·居里              | 雅克·居里              | 雅克·居里              | 雅克·居里              | 雅克·居里              |  |  | 皮埃尔·居里        | 皮埃尔·居里        | 皮埃尔·居里        | 皮埃尔·居里        | 皮埃尔·居里        | 皮埃尔·居里        |  |  | 玛丽·居里 | 玛丽·居里 | 玛丽·居里 | 玛丽·居里 | 玛丽·居里 | 玛丽·居里 |  |  |                        |                        |                        |                        |                        |                        |
|               |               |               |               |               |               |  |  |                        |                        |                        |                        |                        |                        |  |  |                    |                    |                    |                    |                    |                    |  |  |           |           |           |           |           |           |  |  |                        |                        |                        |                        |                        |                        |
|               |               |               |               |               |               |  |  |                        |                        |                        |                        |                        |                        |  |  |                    |                    |                    |                    |                    |                    |  |  |           |           |           |           |           |           |  |  |                        |                        |                        |                        |                        |                        |
|               |               |               |               |               |               |  |  | 弗雷德里克·约里奥-居里 | 弗雷德里克·约里奥-居里 | 弗雷德里克·约里奥-居里 | 弗雷德里克·约里奥-居里 | 弗雷德里克·约里奥-居里 | 弗雷德里克·约里奥-居里 |  |  | 伊雷娜·约里奥-居里 | 伊雷娜·约里奥-居里 | 伊雷娜·约里奥-居里 | 伊雷娜·约里奥-居里 | 伊雷娜·约里奥-居里 | 伊雷娜·约里奥-居里 |  |  | 伊芙·居禮 | 伊芙·居禮 | 伊芙·居禮 | 伊芙·居禮 | 伊芙·居禮 | 伊芙·居禮 |  |  | 小亨利·理查森·拉布伊斯 | 小亨利·理查森·拉布伊斯 | 小亨利·理查森·拉布伊斯 | 小亨利·理查森·拉布伊斯 | 小亨利·理查森·拉布伊斯 | 小亨利·理查森·拉布伊斯 |
|               |               |               |               |               |               |  |  | 弗雷德里克·约里奥-居里 | 弗雷德里克·约里奥-居里 | 弗雷德里克·约里奥-居里 | 弗雷德里克·约里奥-居里 | 弗雷德里克·约里奥-居里 | 弗雷德里克·约里奥-居里 |  |  | 伊雷娜·约里奥-居里 | 伊雷娜·约里奥-居里 | 伊雷娜·约里奥-居里 | 伊雷娜·约里奥-居里 | 伊雷娜·约里奥-居里 | 伊雷娜·约里奥-居里 |  |  | 伊芙·居禮 | 伊芙·居禮 | 伊芙·居禮 | 伊芙·居禮 | 伊芙·居禮 | 伊芙·居禮 |  |  | 小亨利·理查森·拉布伊斯 | 小亨利·理查森·拉布伊斯 | 小亨利·理查森·拉布伊斯 | 小亨利·理查森·拉布伊斯 | 小亨利·理查森·拉布伊斯 | 小亨利·理查森·拉布伊斯 |
|               |               |               |               |               |               |  |  |                        |                        |                        |                        |                        |                        |  |  |                    |                    |                    |                    |                    |                    |  |  |           |           |           |           |           |           |  |  |                        |                        |                        |                        |                        |                        |
|               |               |               |               |               |               |  |  |                        |                        |                        |                        |                        |                        |  |  |                    |                    |                    |                    |                    |                    |  |  |           |           |           |           |           |           |  |  |                        |                        |                        |                        |                        |                        |
| 米歇爾·朗之萬 | 米歇爾·朗之萬 | 米歇爾·朗之萬 | 米歇爾·朗之萬 | 米歇爾·朗之萬 | 米歇爾·朗之萬 |  |  | 伊蓮娜·朗之萬-約里奧   | 伊蓮娜·朗之萬-約里奧   | 伊蓮娜·朗之萬-約里奧   | 伊蓮娜·朗之萬-約里奧   | 伊蓮娜·朗之萬-約里奧   | 伊蓮娜·朗之萬-約里奧   |  |  | 皮埃爾·約里奧      | 皮埃爾·約里奧      | 皮埃爾·約里奧      | 皮埃爾·約里奧      | 皮埃爾·約里奧      | 皮埃爾·約里奧      |  |  |           |           |           |           |           |           |  |  |                        |                        |                        |                        |                        |                        |
| 米歇爾·朗之萬 | 米歇爾·朗之萬 | 米歇爾·朗之萬 | 米歇爾·朗之萬 | 米歇爾·朗之萬 | 米歇爾·朗之萬 |  |  | 伊蓮娜·朗之萬-約里奧   | 伊蓮娜·朗之萬-約里奧   | 伊蓮娜·朗之萬-約里奧   | 伊蓮娜·朗之萬-約里奧   | 伊蓮娜·朗之萬-約里奧   | 伊蓮娜·朗之萬-約里奧   |  |  | 皮埃爾·約里奧      | 皮埃爾·約里奧      | 皮埃爾·約里奧      | 皮埃爾·約里奧      | 皮埃爾·約里奧      | 皮埃爾·約里奧      |  |  |           |           |           |           |           |           |  |  |                        |                        |                        |                        |                        |                        |
|               |               |               |               |               |               |  |  |                        |                        |                        |                        |                        |                        |  |  |                    |                    |                    |                    |                    |                    |  |  |           |           |           |           |           |           |  |  |                        |                        |                        |                        |                        |                        |
|               |               |               |               | 伊夫·朗之萬   |               |  |  |                        |                        |                        |                        |                        |                        |  |  |                    |                    |                    |                    |                    |                    |  |  |           |           |           |           |           |           |  |  |                        |                        |                        |                        |                        |                        |

- 長女：伊雷娜·约里奥-居里 = 女婿：弗雷德里克·约里奥-居里
  - 外孫女：伊蓮娜·朗之萬-約里奧（英语：Hélène Langevin-Joliot） = 外孫女婿：米歇爾·朗之萬（Michel Langevin）
    - 曾外孫：伊夫·朗之萬（Yves Langevin）

  - 外孫：皮埃爾·約里奧（英语：Pierre Joliot）
- 次女：伊芙·居禮 = 女婿：小亨利·理查森·拉布拉斯（英语：Henry Richardson Labouisse, Jr.）

## 延伸阅读

### 非虚构类著作
- Teresa Kaczorowska. . Związek Literatów Polskich, Oddz. w Ciechanowie. 2011  [2014-08-08]. （原始内容存档于2014-07-07）.
- Naomi Pasachoff. . Oxford University Press. 1996  [2014-07-22]. ISBN 978-0-19-509214-1. （原始内容存档于2014-07-07）.
- Eve Curie. . Da Capo Press. 2001  [2014-08-08]. ISBN 978-0-306-81038-1. （原始内容存档于2015-03-18）.
- Susan Quinn. . Da Capo Press. 1996  [2014-08-08]. ISBN 978-0-201-88794-5. （原始内容存档于2014-07-07）.
- Françoise Giroud. . Holmes & Meier. 1986  [2014-08-08]. ISBN 978-0-8419-0977-9. （原始内容存档于2014-07-07）., translated by Lydia Davis
- Lauren Redniss. . HarperCollins. 2010  [2014-08-08]. ISBN 978-0-06-135132-7. （原始内容存档于2014-07-07）.
- Opfell, Olga S. . Metuchen,N.J.& London: Scarecrow Press. 1978: 147–164. ISBN 0810811618.

### 小说
- Olov Enquist, Per. . New York: Overlook. 2006. ISBN 1-58567-668-3.

## 外部連結
- 來自玛丽·居里的LibriVox公共領域有聲讀物
- 开放图书馆中玛丽·居里的著作
- 玛丽·居里的作品  - 古騰堡計劃
- 互联网档案馆中玛丽·居里的作品或与之相关的作品
- 有关玛丽·居里在德国经济学中央图书馆（ZBW）20世纪新闻档案中的剪报。
- 诺贝尔奖官方网站上的玛丽·居里